# Peter Isernhagen

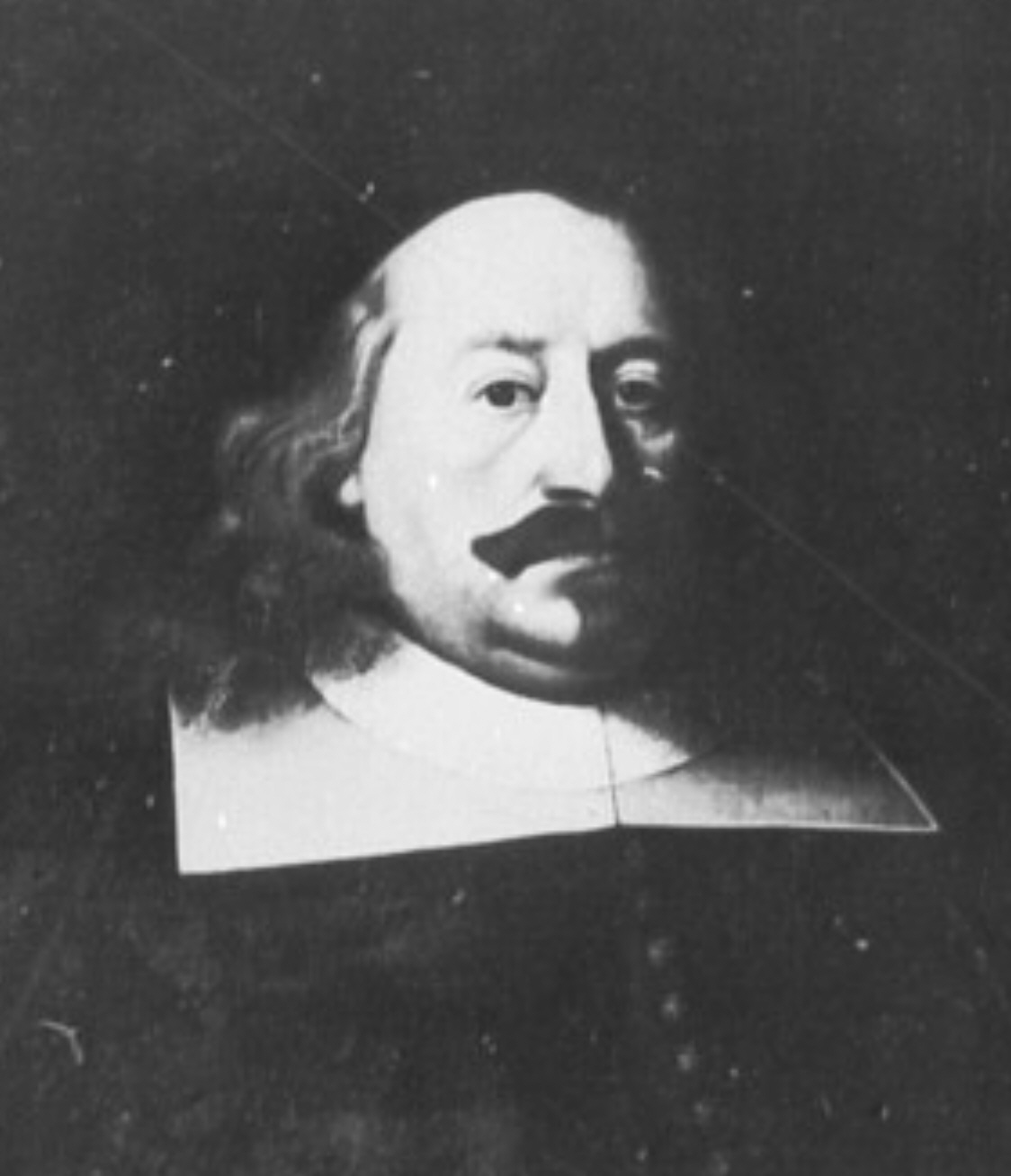
Peter Isernhagen

Peter Isernhagen (* ca. 1610 in Holstein; † 28. März 1664 in Lübeck) war Kaufmann und Ratsherr der Hansestadt Lübeck.
Peter Isernhagen war als Kaufmann Mitglied der Korporation der Lübecker Schonenfahrer und wurde 1649 deren Ältermann. 1651 wurde er aus den Reihen der Schonenfahrer in den Lübecker Rat erwählt. Als Ratsherr wurde er in die Kaufleutekompagnie aufgenommen. Er starb im 54. Lebensjahr. Nach seinem Tod 1664 erhielt er 1671 ein Epitaph in der Lübecker Marienkirche gesetzt.